# 29227 Вегенер
29227 Вегенер (29227 Wegener) — астероїд головного поясу, відкритий 29 лютого 1992 року.
Тіссеранів параметр щодо Юпітера — 3,511.
Названо на честь Альфреда Лотара Вегенера (нім. Alfred Lothar Wegener, 1880 — 1930) — німецького метеоролога, геолога, геофізика та астронома, автора теорій руху літосферних плит та ударного походження кратерів на планетах земної групи.